# Agathocles (groupe)
Pour les articles homonymes, voir Agathoclès.
Agathocles est un groupe belge de grindcore, originaire de Mol, Anvers. Le groupe ne fait aucune publicité ni promotion. Leur notoriété dans le milieu underground vient du nombre d'albums qu'ils ont produits et de leur performance scénique dévastatrice.
En comptant les splits, les EP et les albums, Agathocles demeure l'un des groupes les plus productifs des 30 dernières années avec un peu plus d'une centaine de disques à leur actif. Les musiciens d'Agathocles qualifient leur musique de « mincecore » plutôt que de grindcore. D'après le guitariste chanteur Jan Frederickx, le mincecore est similaire au grindcore des années 1980, à savoir dur, minimaliste, socialement et politiquement engagé. Le groupe milite aussi pour la défense des animaux.

## Historique

### Années 1980
Agathocles est formé à Mol, s'inspirant de groupes comme Lärm, Keizershof Disaster ou Hellhammer. Même si le groupe ne se forme pas avant 1985, les premiers membres (Jan et Erwin) s'impliquent déjà dans la scène heavy metal et punk hardcore depuis le début de la décennie, participant à des compilations et zines. La plupart de leurs premières cassettes audio de répétitions sont perdues.
Agathocles se lance en concert un an plus tard, en 1985 devant un public, moins important à cause de l'impopularité du metal extrême à cette période. La même année, le groupe est interviewé sur une chaine de radio locale. En 1987, la formation se consolide, mais temporairement, avec Jan, Ronny, et Erwin. Le groupe parvient également à trouver un endroit où répéter tranquillement : dans une auberge de jeunesse à Mol, le Jam, où ils enregistrent plusieurs compilations et organisent quelques petits concerts. Ils joueront ensuite avec des groupes comme Napalm Death et Pestilence (et plus tard Extreme Noise Terror, Violent Mosquitos et Total Mosh Project). Les premiers albums d'Agathocles sont édités en 1988, année qui assiste à l'arrivée du split EP avec Riek Boois, et d'un premier album, Cabbalic Gnosticism, sur cassette. À cette période, le groupe compte quatre membres, Jakke ayant rejoint à la guitare en décembre l'année précédente, permettant ainsi à Jan de se consacrer au chant. Un autre guitariste, Guy, se joint au groupe en 1989, et le split LP avec le groupe Drudge est enregistré et publié au label Deaf Records, ainsi que plusieurs autres EP. En fin d"année, la formation change de nouveau avec le départ du bassiste, Ronny, qui est remplacé par Jakke.

### Années 1990
Un changement majeur de formation s'effectue en mai 1990 ; Jan se débarrasse de tous les membres et en recrute deux nouveaux - Domingo on guitare et Burt à la batterie. Domingo et Burt sont d'anciens membres du groupe de grindcore Necrosis, qui comptait à l'époque, une démo, en 1990. Avec cette formation, le groupe cesse de répéter à Mol, et répètent à Zichem. Plusieurs autres EP suivent la même année, permettant au groupe de se populariser et de jouer au Danemark, en Belgique et même pendant une mini-tournée avec le groupe japonais SxOxB. D'autres changements de formation s'effectuer pendant les quelques années qui suivent. L'ancien batteur d'Agathocles, Erwin, revient brièvement en 1991, à la basse. Après quelques mois cependant, Domingo quitte le groupe, qui devient un trio, pendant l'enregistrement de l'EP Agarchy en juillet. Mais le groupe redevient un quatuor avec l'arrivée de Chris. Ils enregistrent Theatric Symbolisation of Life, mais vers la fin de l'année, Erwin quitte encore le groupe, et Agathocles recrute un nouveau bassiste appelé Dirk.
En été 1991, Agathocles effectue une autre tournée en Allemagne avec le chanteur Tuur du groupe de mincecore belge Reign of Terror. Le groupe change encore en 1992 avec le départ du guitariste Chris et du bassiste pour former leur propre groupe. Agathocles trouve un nouveau guitariste pour remplacer Chris - Steve (Intestinal Disease) - et Jan joue de la basse et s'occupe du chant. Le groupe reste un trio jusqu'en 1993 (Jan, Burt et Steve). C'est avec cette formation qu'Agathocles tourne en Europe, visitant la Belgique, la République tchèque, la Slovaquie, l'Allemagne et les Pays-Bas, et enregistre d'autres split EP. En 1994, le groupe tourne en Espagne en juillet, où ils enregistrent l'EP Mince Mongers in Barna avec Violent Headache. L'album Black Clouds Determinate CD est aussi enregistré cette année.

### Années 2000
En 2000, Agathocles publie son sixième album, To Serve… to Protect, distribué au label italien Vacation House (puis réédité accompagné de chansons bonus par les labels brésiliens No Fashion HC et Heavy Metal Rock).

## Membres

### Membres actuels
- Jan Frederickx - guitare, chant
- Nils Laureys - batterie
- Bram Criekemans - basse

### Anciens membres
- Ronny - basse (1987-1989)
- Erwin Vandenbergh - batterie (1985-1990)
- Jakke - guitare (1987-1990)
- Guy - guitare (1989-1990)
- Domingo Smets - guitare (1990)
- Dirk - basse (1991-1992)
- Chris - guitare (1991-1992)
- Steve - guitare (1992-1995)
- Matty Dupont - guitare (1995-1998) (Emeth, Aborted)
- Burt Beyens - batterie (1990-2002)
- Roel Tulleneers - batterie (2002-2007)
- Dirk Cuyks - guitare (1998-2007)
- Tony Schepkens - basse (2007-2008)

## Discographie

### Albums
- 1986 : Keizershof disaster
- 1992 : Theatric Symbolisation of Life
- 1992 : Use Your Anger
- 1994 : Black Clouds Determinate
- 1995 : Razor Sharp Daggers
- 1996 : The LPs: 1989-1991
- 1996 : Thanks for Your Hostility
- 1997 : Humarrogance
- 1999 : split avec Axed Up Conformist
- 2001 : split avec Abortion, Din-Addict et Malignant Tumour
- 2001 : Bomb Brussels (album live)
- 2003 : Alive and Mincing (album live)
- 2004 : Mincemania in Bulgaria
- 2006 : Mincer
- 2007 : Get off Your Ass/In Noise We Noise (split avec Ruido Genital)
- 2007 : Night Train to Terror (split avec Saul Turteltaub)
- 2008 : split avec The Vanishing Act
- 2008 : split avec Armatura
- 2008 : split avec Cü Sujo
- 2009 : Grind is Protest
- 2009 : Crowd Control
- 2009 : Imaginary Boundaries (split avec Detrua Ideo/Violenta Dizimacao/Pissdeads)
- 2010 : split avec This is Not a Threat, It's a Promise
- 2011 : split avec Kerenaneko, Prosuck et Rvota
- 2014 : Agathocles/Nauseate (split)

### LP
- 1989 : Supposed It Was You (split avec Drudge)
- 1991 : split avec Lunatic Invasion
- 1992 : Theatric Symbolisation of Life
- 1997 : Agarchy / Use Your Anger
- 1997 : split avec Deadmocracy
- 1997 : Until It Bleeds (best-of)
- 1997 : Live and Noisy (album live)
- 1998 : Mincecore (compilation)
- 1999 : To Serve... To Protect 1999
- 1999 : Live in Leipzig, Germany 1991 (album live)
- 2000 : Mincecore History 1985-1990 (compilation
- 2001 : Keep Mincing (compilation)
- 2001 : Superiority Overdose
- 2001 : Mincecore History 1989-1993 (best-of)
- 2002 : Chop Off Their Trust (split)
- 2002 : Live Aalst Belgium 1989 (split)
- 2003 : Until It Bleeds Again (1994-1999) (best-of)
- 2003 : split avec Sterbe Hilfe - Emoc T'now Modcnik Yht!
- 2003 : To Serve... to Protect / Leads to... (best-of)

### EP
- 1988 : If This is Gore, What's Meat Then (split with Riek Boois)
- 1989 : split avec Disgorge
- 1989 : split avec V.N.A.
- 1989 : Fascination of Mutilation
- 1989 : If This Is Cruel What's Vivisection Then?
- 1989 : Who Profits? Who Dies? (split avec Morbid Organs Mutilation (M.O.M.))
- 1990 : split avec Blood
- 1991 : split avec Smegma
- 1991 : split avec Putrid Offal
- 1991 : split avec Psycho
- 1991 : Agarchy
- 1992 : Cliché?
- 1993 : split avec Social Genocide
- 1993 : Blind World (split avec Nasum)
- 1993 : split avec Starvation
- 1993 : War Scars (split avec Kompost)
- 1993 : Distrust and Abuse
- 1993 : split avec Nyctophobic
- 1993 : split avec Bad Acid Trip
- 1993 : No Use ...For Hatred
- 1993 : split avec Patareni
- 1993 : split avec Smash The Brain
- 1993 : split avec Man Is the Bastard
- 1994 : split avec Plastic Grave
- 1994 : split avec Audiorrea
- 1994 : split avec Averno
- 1994 : split avec Punisher
- 1994 : Mince-Mongers in Barna
- 1994 : split avec Carcass Grinder
- 1994 : split avec Rot
- 1994 : Back to 1987 (best-of)
- 1995 : split avec Notoken
- 1996 : split avec Voltifobia
- 1996 : split avec Vomit Fall
- 1996 : split avec Preparation H
- 1996 : split avec Autoritor
- 1996 : split avec Krush
- 1996 : split avec Bomb Brussels
- 1996 : split avec Minced Alive
- 1996 : split avec Black Army Jacket
- 1996 : split avec No Gain - Just Pain
- 1997 : split avec Respect
- 1997 : split avec Böses Blut
- 1997 : split avec PP7 Gaftzeb
- 1997 : split avec Looking for Answer
- 1997 : split avec Monolith
- 1997 : split avec Shikabane
- 1997 : split avec Malignant Tumour
- 1997 : split avec D.I.E.
- 1997 : split avec BWF
- 1997 : split avec Abstain
- 1997 : split avec Mitten Spider
- 1998 : split avec Comrades
- 1998 : split avec Spud
- 1998 : split avec Bloodsucker
- 1998 : split avec Depressor
- 1999 : split avec Hunt Hunters
- 1999 : split avec Glass Eyes
- 1999 : split avec Disreantiyouthhellchristbastardassmanx
- 1999 : split avec Grind Buto
- 2000 : split avec Piles Left to Rot
- 2000 : split avec Kontatto
- 2000 : split avec Din-Addict
- 2000 : split avec Brutal Headache
- 2000 : Kicked and Whipped/Keep on Selling Cocaine to Angels
- 2000 : split avec Disculpa
- 2002 : split avec Jan AG
- 2003 : split avec Front Beast
- 2003 : split avec Les Baudouins Morts
- 2004 : split avec Sodan Sankareita
- 2004 : split avec The Mad Thrashers
- 2004 : split avec Kadaverficker
- 2004 : split avec ... Our Last Beer(s)
- 2004 : split avec The Usual Suspects
- 2005 : split avec Dios Hastío
- 2006 : split avec Archagathus
- 2007 : split avec Seven Minutes of Nausea
- 2008 : split avec J. Briglia, L. Butler, D. Schoonmaker et J. Williams
- 2008 : split avec Sex, Money and Gunz
- 2008 : split avec Armatura
- 2008 : split avec  Crowd Control
- 2008 : split avec I Hope You Suffer
- 2008 : split avec Repulsione
- 2008 : split avec ShitFuckingShit et GAP
- 2009 : split avec Disleksick
- 2011 : split avec Sposa In Alto Mare
- 2013 : split avec Kurws
- 2019 : split avec Antikult
- 2025 : split avec Ulrikes Dream

### DVD
- 2002 : Superiority Overdose